# Kreuz Weinheim
Het Kreuz Weinheim in een knooppunt in de Duitse deelstaat Baden-Württemberg.
Op dit klaverbladknooppunt bij de stad Weinheim kruist de A5 Darmstadt/Karlsruhe de A659 Mannheim/Weinheim.

## Geografie
Het knooppunt ligt in de stad Weinheim.
Naburige steden en dorpen zijn Mannheim, Viernheim, Heddesheim en Heppenheim.
Het knooppunt ligt ongeveer 65 km ten zuiden van Frankfurt am Main en ongeveer 10 km ten noordoosten van Mannheim.

## Configuratie
Knooppunt
Het is een klaverblad met rangeerbanen langs de A5
Rijstrook
Nabij het knooppunt heeft de A5 net als de A659, die begint/eindigt ten oosten ervan, 2x2 rijstroken.
Alle verbindingswegen hebben één rijstrook.

## Verkeersintensiteiten
Dagelijks passeren ongeveer 200.000 voertuigen het knooppunt
| Van                 | Naar                     | Gemiddeld aantal voertuigen per dag |
| ------------------- | ------------------------ | ----------------------------------- |
| AS Hemsbach (A 5)   | AK Weinheim              | 79.400                              |
| AK Weinheim         | AS Hirschberg (A 5)      | 66.300                              |
| Autobahnende (B 38) | AK Weinheim              | 30.800                              |
| AK Weinheim         | AS Viernheim-Ost (A 659) | 44.800                              |

## Richtingen knooppunt
| Aansluitende wegen                             | Aansluitende wegen | Aansluitende wegen                                | Aansluitende wegen | Aansluitende wegen |
| ---------------------------------------------- | ------------------ | ------------------------------------------------- | ------------------ | ------------------ |
|                                                |                    | richting Darmstadt / Frankfurt Hannover / Keulen  |                    |                    |
|                                                |                    |                                                   |                    |                    |
| richting Viernheim / Mannheim Saarbrücken (A6) | richting Weinheim  |                                                   |                    |                    |
|                                                |                    |                                                   |                    |                    |
|                                                |                    | richting Heidelberg / Stuttgart Karlsruhe / Bazel |                    |                    |